# 盧卡·德·梅奧
盧卡·德·梅奧（英語：Luca de Meo，1967年6月13日—），是一位意大利商人，目前担任雷诺集团首席执行官。
卢卡·德·梅奥1967年出生于意大利米兰，拥有米兰博科尼大学工商管理学位。他的毕业论文关注商业道德，是意大利最早涉及这一话题的论文之一。2017年，他被授予“博科尼年度最佳校友”，以表彰他对该校 “专业、创新、诚信、责任感、开放性及多元化”价值观的实践。
卢卡·德·梅奥在汽车行业拥有超过25年的工作经验。 他的职业生涯始于雷诺汽车，并先后在丰田欧洲汽车公司和菲亚特集团任职。在任职菲亚特期间，他先后担任过蓝旗亚、菲亚特和阿尔法·罗密欧业务部门的负责人，意大利阿巴斯股份有限公司首席执行官，以及菲亚特集团首席市场官。2009年，卢卡·德·梅奥开始担任大众汽车集团及大众汽车品牌市场总监。此后，他进入奥迪股份公司，成为奥迪管理董事会成员，主管销售和市场。他自2015年11月起，开始担任西雅特总裁，直到2020年1月；同时期，他也是“西雅特Metropolis巴塞罗那实验室”董事会主席和杜卡迪品牌监事会成员。2020年1月，雷诺宣布将聘用卢卡·德·梅奥作为公司新的首席执行官，预计于2020年6月生效。由于大众的竞业条款，德·梅奥有5个月的空窗期，也使得雷诺的首席执行官一职空缺了5个月。
卢卡·德·梅奥曾被授予意大利共和国指挥官勋章（英語：Commendatore by the Order of Merit of the Italian Republic）。2013年，哈佛大学专门就他任职大众汽车集团市场总监期间的工作进行了案例研究。
卢卡·德·梅奥会讲五种语言（意大利语、英语、法语、德语和西班牙语），曾在SDA博科尼商学院担任讲师，并著有《从0到500：一位新时代管理人员的故事、理念和建议》一书。